# Jim Rakete

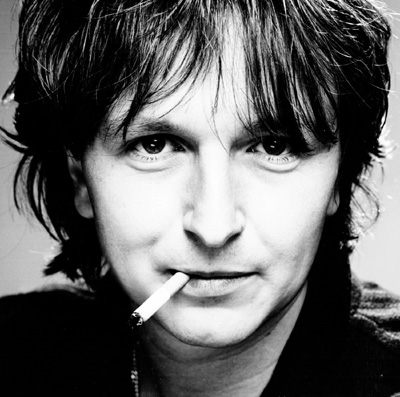
Jim Rakete: Wolfgang Michels

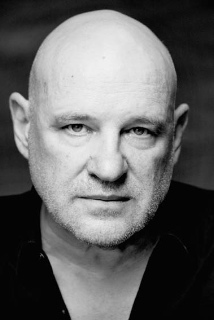
Jim Rakete: Christian Redl

Jim Rakete (* 1. ledna 1951 Berlín; vlastním jménem Günther Rakete) je německý fotograf a fotožurnalista. Fotografuje portréty, reklamu a pro noviny. Je známý svými černobílými snímky prominentů.

## Život a dílo
Je potomkem emigranta Hugenotů, jejichž původní jméno bylo Raquette. Německý úředník jej však přejmenoval na Rakete a toto příjmení se dědilo po následující generace. Je bratrem právničky Ingeborg Rakete-Dombekové.
Velmi brzy začal mít zájem o fotografii a hudbu. Ve svých čtyřech letech udělal první snímky fotoaparátem. Byl "odjakživa fascinován jak s pomocí fotoaparátu může zastavit čas". Později fotografoval hudební scény v Berlíně. Již v 17. letech fotografoval profesionálně pro noviny a agentury, mimo jiné portrétoval hvězdy jako jsou Jimi Hendrix, Ray Charles, David Bowie nebo Mick Jagger.
Od roku 1977 do roku 1987 vedl v Berlíně fotografickou agenturu Fabrik. Během této doby fotografoval nejen obálky na CD pro řadu hudebníků Neue Deutsche Welle, ale také pracoval jako hudební producent a manager. Nejznámější z řady Raketových umělců a kapel jsou například Nina Hagen, Nena, Spliff, Interzone, Sternhagel, Dawn a Die Ärzte. Od roku 1987 se však plně věnuje fotografii a od té doby zpodobnil řadu významných německých a mezinárodních postav hudebního a filmového průmyslu, byli mezi nimi například Til Schweiger, Meret Becker, Moritz Bleibtreue, Wolfgang Michels, Jürgen Vogel, Berlínská filharmonie nebo Anne Murray. Zvláštní zájem projevoval o nové talenty. Po dlouhém pobytu v Hamburku v roce 2001 se přestěhoval zpět do Berlína a má své studio v Kreuzbergu.
Jim Rakete zaujímá odmítavý postoj k digitální fotografii a zůstává loajální tradiční klasické chemické technologii, protože se nechtěl odnaučit dovednostem v tmavé komoře. Pro něj nemá digitální fotografie nic společného s realitou, ale spíše více s konstruováním, je-li zpracovávána na počítači. Jim Rakete byl však prvním fotografem, který si koupil jako první profesionální digitální zrcadlovky typu Leica S2 od výrobce jako propagace.
Mnohé portréty byly nasnímány velkoformátovou kamerou, která vyžaduje intenzivní soustředění, a zároveň dobré kontroly situace v spontánního okamžiku ve chvíli stisku spouště.
Od roku 1993 do 1998 pracoval v New Yorku, kde s fotografy jako Peter Lindbergh, Karsten Thormaehlen a Fabrizio Ferri pracovali na reklamní kampani pro různé luxusní značky.

## Výstavy
- 1997: Jim Rakete – Photographien (Museum St. Ingbert)
- 2002: Bleib so – Fotografien von Jim Rakete und Mathias Bothor (Stiftung Demokratie Saarland 6. November bis 6. Dezember 2002)
- 2008: Jim Rakete – Photographien (Galerie „Camera Work“ in Berlin 19. Januar bis 1. März 2008)
- 2008: Jim Rakete – 1/8 sec. Augen/Blick/Porträts (Deutsches Filmmuseum in Frankfurt/Main, 24. September 2008 bis 4. Januar 2009), dazu die Ausstellung begleitende Podiumsdiskussionen zwischen dem Fotografen und einigen seiner Modelle wie Ulrich Matthes oder Till Brönner
- 2009: Jim Rakete – 1/8 sec. – Vertraute Fremde in der Ludwig Galerie Schloss Oberhausen vom 17. Januar 2009 bis 10. Mai 2009
- 2010: Jim Rakete - Vertraute Fremde in der Galerie Hilaneh von Kories, Hamburg, vom 12. März 2010 bis 6. Mai 2010